# Roberto Bussinello
Roberto Bussinello (Pistoia, 4 oktober 1927 - Vicenza, 24 augustus 1999) was een Formule 1-coureur uit Italië. Hij reed in 1961 en 1965 3 Grands Prix voor de teams Isobele de Tomaso en Scuderia Centro Sud.